# 홍진섭
홍진섭(洪鎭燮, 1985년 10월 14일~)은 대한민국의 축구 선수이다.

## 클럽 경력

### 전북 현대 모터스
대구대를 졸업 한 뒤, 2008 K리그 드래프트를 통해 전북 현대 모터스에 입단하게 되었다. 홍진섭은 2008년 3월 15일, K리그 2라운드 FC 서울 전에서 데뷔전을 치렀고, 후반 10분 정경호와 교체 될 때까지 활약하였다. 이후 몇 경기에 연속으로 출장하며 신인임에도 불구하고 좋은 모습을 보여준 홍진섭에게 최강희 감독은 칭찬을 마다하지 않았다. 2008년 10월 29일, 대구 FC를 상대로 후반 19분 리그 데뷔 골을 기록하였다.

### 성남 일화 천마
2009년 1월 10일, 홍진섭은 팀 동료 문대성과 함께 2 대 2 트레이드 되며 성남 일화 천마로 이적하였다. 최강희 감독은 그를 떠나보내며 아쉬움을 숨기지 않았다. 프리 시즌 전지 훈련에서 보여준 홍진섭의 모습은 사람들의 기대를 모으게 하였다. 이후 3월 8일 대구 FC와의 경기에서 데뷔전을 치렀다. 그러나 그는 시즌 초반, 무릎 연골 부상으로 인해 오랜 기간 빠져야 했고, 성남에서의 첫 시즌에는 단지 9경기 출장에 그쳤다.
2010년에 무릎 십자인대 부상으로 인해 부상과 재활을 반복하며 한 경기도 출전하지 못하다가 2011년 시즌에는 4월 10일 전남전때 후반 36분에 교체 출전하여 복귀전을 치렀으며 4월 17일 인천 유나이티드를 상대로 후반 33분에 2008년 이후 약 901일만에 복귀골을 넣었다. 그 이후에도 주전과 교체를 오가며 활약하였다.

### 연변 FC
2012년 중국 지린성 옌볜조선족자치주에 있는 중국 2부 리그 프로 축구팀인 옌볜 창바이후(일명 연변FC)로 이적하여 17경기 출전하여 6골 넣었다.

## 클럽 통계
※2013년02월14일 기준

※출장기록은 FM과 같은 #M(S) G#【M->선발출전, S->교체출전, M+S->전체출전, G->득점】방식으로 기록
| 클럽  | 클럽           | 클럽         | 리그  | 리그 | 컵   | 컵   | 리그컵 | 리그컵 | 대륙 | 대륙 | 총계   | 총계 |
| 시즌  | 클럽           | 리그         | 출장  | 득점 | 출장 | 득점 | 출장   | 득점   | 출장 | 득점 | 출장   | 득점 |
| ----- | -------------- | ------------ | ----- | ---- | ---- | ---- | ------ | ------ | ---- | ---- | ------ | ---- |
| 2006  | 대구대학교     | -            | -     | -    | 2    | 1    | -      | -      | -    | -    | 2      | 1    |
| 2008  | 전북현대       | K리그        | 6(8)  | 1    | 1(1) | 0    | 5(1)   | 1      | -    | -    | 12(10) | 2    |
| 2009  | 성남일화       | K리그        | 3(6)  | 0    | 0(1) | 0    | 0      | 0      | -    | -    | 3(7)   | 0    |
| 2011  | 성남일화       | K리그        | 7(7)  | 1    | 2    | 0    | 3      | 1      | -    | -    | 12(7)  | 2    |
| 2012  | 연변백두호랑이 | 중국갑급리그 | 12(5) | 6    | 0    | 0    | -      | -      | -    | -    | 12(5)  | 6    |
| 합계  | 한국           | 한국         | 37    | 2    | 5    | 0    | 9      | 2      | -    | -    | 53     | 5    |
| 합계  | 중국           | 중국         | 17    | 6    | 0    | 0    | -      | -      | -    | -    | 17     | 6    |
| 총 계 | 총 계          | 총 계        | 54    | 8    | 5    | 0    | 9      | 2      | -    | -    | 70     | 11   |